# Ala Afrorum

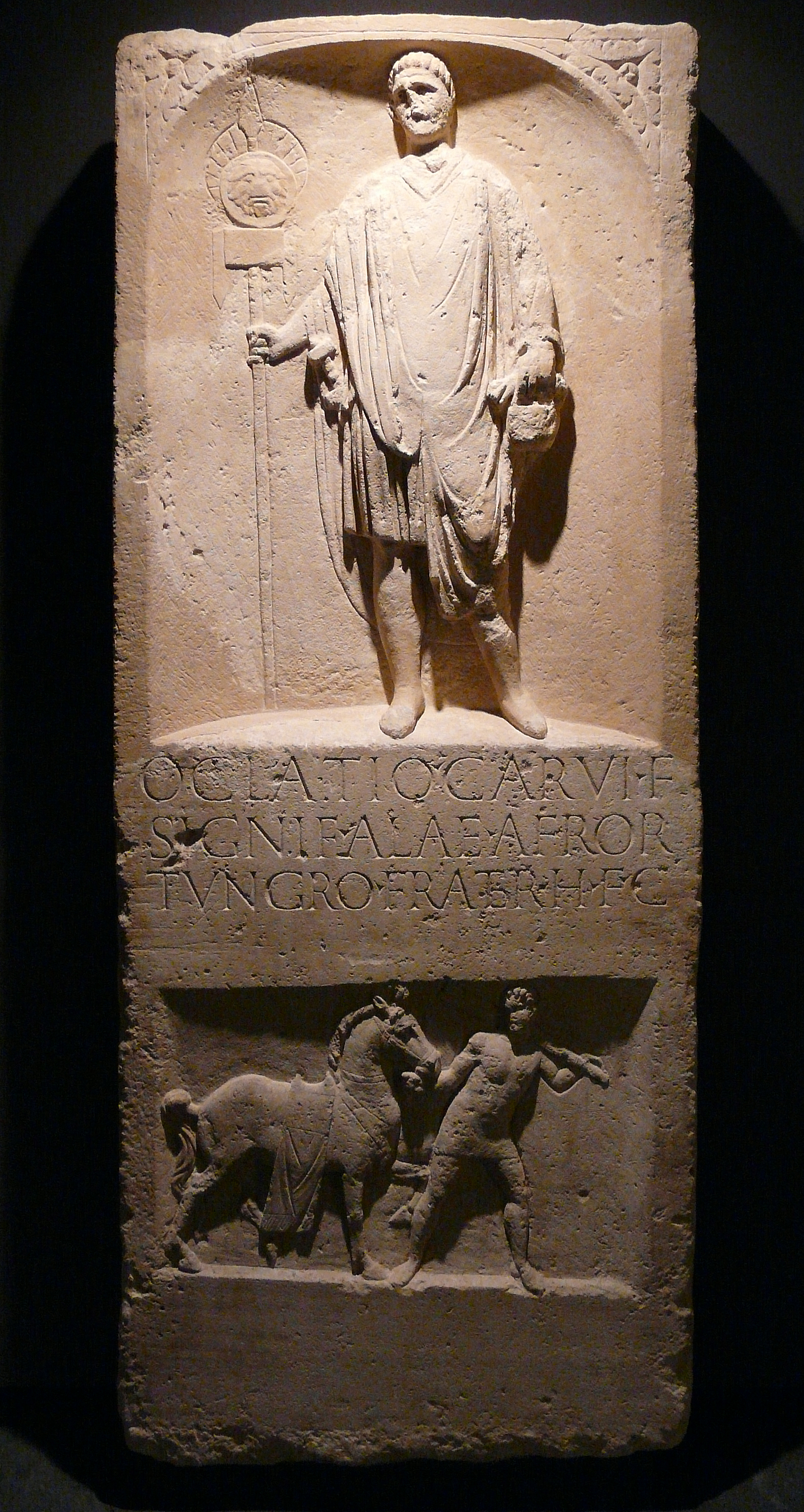
Grabstein des Signifers Oclatius

Die Ala Afrorum [veterana] (deutsch Ala der (Nord-)Afrikaner [die Altgediente]) war eine römische Auxiliareinheit. Sie ist durch Militärdiplome und Inschriften belegt.

## Namensbestandteile
- Afrorum: der (Nord-)Afrikaner. Die Soldaten der Ala wurden bei Aufstellung der Einheit auf dem Gebiet der römischen Provinz Africa rekrutiert.

- veterana: die Altgediente. Der Zusatz kommt in Militärdiplomen von 78 bis 158 und der Inschrift (CIL 13, 10024,034) vor.

Da es keine Hinweise auf den Namenszusatz milliaria (1000 Mann) gibt, war die Einheit eine Ala quingenaria. Die Sollstärke der Ala lag bei 480 Mann, bestehend aus 16 Turmae mit jeweils 30 Reitern.

## Geschichte
Die Ala war in der Provinz Germania stationiert. Sie ist auf Militärdiplomen für die Jahre 78 bis 158 n. Chr. aufgeführt.
Die Einheit wurde vermutlich um 70/71 nach der Niederschlagung des Bataveraufstands in Germania stationiert. Der erste Nachweis der Ala in der Provinz Germania beruht auf einem Diplom, das auf 78 datiert ist. In dem Diplom wird die Einheit als Teil der Truppen (siehe Römische Streitkräfte in Germania) aufgeführt, die in der Provinz stationiert waren. Weitere Diplome, die auf 98 bis 158 datiert sind, belegen die Einheit in Germania inferior.
Die Einheit hielt sich aber wahrscheinlich um 89 nicht in der Provinz auf. Domitian (81–96) hatte den ihm treu gebliebenen römischen Streitkräften in Germania inferior nach der Niederschlagung des Aufstands von Lucius Antonius Saturninus die Ehrenbezeichnung pia fidelis Domitiana verliehen; dieser Zusatz fehlt aber bei der Einheit.

## Standorte
Standorte der Ala in Germania waren möglicherweise:
- Burginatium (Kalkar)
- Colonia Claudia Ara Agrippinensium (Köln): Die Grabsteine von Anno, Lucius, Oluper und Romanus sowie die Inschrift des Simplex wurden hier gefunden.
- Novaesium (Neuss): Der Grabstein des Oclatius wurde hier gefunden.

## Angehörige der Ala
Folgende Angehörige der Ala sind bekannt:

### Kommandeure
| - [?]: er wird auf einem Diplom von 101 (ZPE-187-279) als Kommandeur genannt. | - T(itus) Statilius Optatus, ein Präfekt (CIL 6, 31863). Er war auch Präfekt der Cohors I Lucensium. |

### Sonstige
| - [?], ein Reiter: ein Diplom von 101 (ZPE-187-279) wurde für ihn ausgestellt. - Anno (CIL 13, 8335) - Crescens, ein Decurio (CIL 13, 8692) - Firmanus, ein Decurio (CIL 13, 8305) - Flav(ius) Simplex, ein Veteran und ehemaliger Duplicarius (CIL 13, 10024,034) - Flavus, ein Decurio (CIL 13, 8303) - L(ucius), ein Reiter (CIL 13, 8303) | - M(arcus) Traianiu[s] Gumattius, ein Veteran (CIL 13, 8806) - Oclatius, ein Signifer (AE 1924, 21) - Oluper, ein Reiter (CIL 13, 8304) - Precus Capito, ein Decurio (CIL 13, 8304) - Romanus, ein Reiter (CIL 13, 8305) - Simplex, ein Reiter (CIL 13, 8223) |

## Weitere Alae mit der BezeichnungAla Afrorum
Es gab noch eine weitere Ala mit dieser Bezeichnung, die Ala II Ulpia Afrorum. Sie ist durch die Notitia dignitatum, Abschnitt XXVIII für die Provinz Aegyptus belegt.